# Eparchia św. Tomasza Apostoła w Sydney
Eparchia św. Tomasza Apostoła w Sydney – eparchia Kościoła chaldejskiego z siedzibą w Sydney, obejmująca swoim zasięgiem całą Australię. Została erygowana 21 października 2006. Stanowi jedną z pięciu eparchii katolickich kościołów Wschodu z siedzibą na terenie tego kraju. 